# Lantéfontaine
Lantéfontaine település Franciaországban, Meurthe-et-Moselle megyében. Lakosainak száma 734 fő (2022. január 1.). Lantéfontaine Anoux, Les Baroches, Fléville-Lixières, Lubey és Val de Briey községekkel határos.

## Népesség
A település népességének változása:
| Lakosok száma | 355  | 615  | 685  | 713  | 765  | 761  | 765  | 756  | 737  | 734  |
|               | 1968 | 1982 | 1999 | 2006 | 2011 | 2015 | 2017 | 2018 | 2020 | 2022 |